# طاق غاورين (مقاطعة تشرداول)
طاق غاورين (بالفارسية: طاق گاورین) هي قرية تقع في قسم بيجنوند الريفي (مقاطعة تشرداول) في إيران. يقدر عدد سكانها بـ 511 نسمة بحسب إحصاء 2016.